# Damiano Fioravanti
Pas d'image ? Cliquez ici
Damiano Fioravanti, née le 23 juin 1996 à Rome en Italie, est un pilote automobile italien.

## Carrière
En 2017, Damiano Fioravanti s'engage dans le championnat Formule V8 3.5 avec l'écurie Il Barone Rampante. À partir de la manche de Spa-Francorchamps, il change d'écurie pour courir pour le RP Motorsport. Durant cette saison, il participe ainsi à 12 courses avec comme meilleure place une 6e position sur une des manches de Silverstone et de Jerez.
En 2018, Damiano Fioravanti s'engage dans le championnat International GT Open avec l'écurie Ombra Racing (en) au volant d'une Lamborghini Huracán GT3. Il participa à 14 courses, réalise 2 pole positions et remporte une épreuve, à Barcelone, tout en montant en 4 occasions sur le podium. Cela lui permet de finir en 6e position du championnat avec 78 points. 
En 2019, Damiano Fioravanti s'engage dans le championnat Pro Mazda Championship avec l'écurie RP Motorsport pour laquelle il a déjà roulé il y a quelques saisons en championnat Formule V8 3.5. En plus de cet engagement, il participe au championnat European Le Mans Series avec l'écurie Oregon Team au volant d'une Norma M30 dans la catégorie LMP3. Il a comme coéquipiers dans cette compétition le jeune pilote lituanien Gustas Brinbergas et l'italien Lorenzo Bontempelli. Il commença ce championnat avec une pole position les des 4 Heures du Castellet. Dès le premier tour de la course, ils perdent leur avantage et finissent en 4e position.

## Palmarès

### European Le Mans Series
| Année | Écurie      | Châssis   | Moteur                      | Classe | 1                | 2             | 3             | 4             | 5             | 6             | Position | Points |
| ----- | ----------- | --------- | --------------------------- | ------ | ---------------- | ------------- | ------------- | ------------- | ------------- | ------------- | -------- | ------ |
| 2019  | Oregon Team | Norma M30 | Nissan VK50VE 5.0 L V8 Atmo | LMP3   | LEC gén:20 cls:4 | MON gén: cls: | BAR gén: cls: | SIL gén: cls: | SPA gén: cls: | ALG gén: cls: | 4e*      | 13*    |

N.B. :* Saison en cours. Les courses en gras indiquent une pole position, les courses en italique indiquent le meilleur tour de course.

### Pro Mazda Championship
| Year      | Team                 | 1      | 2     | 3   | 4   | 5   | 6   | 7   | 8   | 9   | 10  | 11  | 12  | 13  | 14  | 15  | 16  | Position | Points |
| --------- | -------------------- | ------ | ----- | --- | --- | --- | --- | --- | --- | --- | --- | --- | --- | --- | --- | --- | --- | -------- | ------ |
| 2019 (en) | RP Motorsport Racing | STP 11 | STP 9 | IMS | IMS | LOR | ROA | ROA | TOR | TOR | MDO | MDO | GTW | PIR | PIR | LAG | LAG | 9e*      | 22*    |

N.B. * Saison en cours. Les courses en " gras  'indiquent une pole position, les courses en "italique" indiquent le meilleur tour de course.

### Formule V8 3.5
| Year | Team               | 1       | 2       | 3       | 4        | 5         | 6         | 7         | 8       | 9       | 10      | 11       | 12        | 13    | 14    | 15    | 16    | 17    | 18    | Position | Points |
| ---- | ------------------ | ------- | ------- | ------- | -------- | --------- | --------- | --------- | ------- | ------- | ------- | -------- | --------- | ----- | ----- | ----- | ----- | ----- | ----- | -------- | ------ |
| 2017 | Il Barone Rampante | SIL 1 6 | SIL 2 8 |         |          |           |           |           |         |         |         |          |           |       |       |       |       |       |       | 12e      | 36     |
| 2017 | RP Motorsport      |         |         | SPA 1 7 | SPA 2 10 | MNZ 1 Ret | MNZ 2 Ret | JER 1 Ret | JER 2 6 | ALC 1 8 | ALC 2 8 | NÜR 1 10 | NÜR 2 Ret | MEX 1 | MEX 2 | COA 1 | COA 2 | BHR 1 | BHR 2 | 12e      | 36     |